# Adenstedt
Adenstedt település Németországban, azon belül Alsó-Szászország tartományban.  Adenstedt Almstedt, Alfeld és Everode községekkel határos.

## Népesség
A település népességének változása: